# Grobia
Grobia (prononciation : [ˈɡrɔbja]) est un village polonais de la gmina de Sieraków dans le powiat de Międzychód de la voïvodie de Grande-Pologne dans le centre-ouest de la Pologne.
Il se situe à environ 6 kilomètres au sud de Sieraków (siège de la gmina), 15 kilomètres à l'est de Międzychód (siège du powiat), et à 60 kilomètres à l'ouest de Poznań (capitale de la Grande-Pologne).

## Histoire
À l'époque du Grand-Duché de Posen, le village était l'un des plus petits du district prussien de Miedzyrzecz dans la région de Posen.
De 1975 à 1998, le village faisait partie du territoire de la voïvodie de Poznań.

Depuis 1999, Grobia est situé dans la voïvodie de Grande-Pologne.
Le village possède une population de 340 habitants en 2012.